# Júlia Gibert i Comella
Júlia Gibert i Comella (Barcelona, 1997) és una actriu de cinema i televisió i també animadora esportiva catalana. És especialment coneguda pel seu paper de coprotagonista a la sèrie Les de l'hoquei.

## Filmografia

### Cinema
- Gente que viene y bah, dir. Patricia Font (2016)[2]

### Televisió
- Les de l'hoquei com a Raquel Alcober, Brutal Media - TV3 (2019)[5]
- Vida perfecta, Corte y Confección de Películas (2019)[6]
- Ciencia Forense - RTVE (2017)[7]
- Nit i dia, TV3 (2016)[8][9]